# 熱舞時代
《熱舞時代》，是中國電視公司監製及首播的舞蹈選秀節目，2013年9月19日起於每星期四晚上10點在中視主頻、中視HD台，主持人為陳漢典、吳怡霈。製作單位野火娛樂，製作人詹仁雄。

## 歷史
- 2013年9月8日熱舞時代節目首錄。
- 2013年9月19日熱舞時代節目開播。

## 播出時間

### 首播
| 星期   | 時間  | 電視台              |
| 星期四 | 22:00 | 中視主頻道/中視HD台 |